# Адміністративний устрій Нікопольського району
Адміністративний устрій Нікопольського району — адміністративно-територіальний поділ Нікопольського району Дніпропетровської області на 1 міську громаду міста обласного значення, 1 селищну, 3 сільські громади та 4 сільські ради, які об'єднують 68 населених пунктів та підпорядковані Нікопольській районній раді. Адміністративний центр — місто Нікополь, яке має статус міста обласного значення, тому не входить до складу района.

## Список громадНікопольського району
- Лошкарівська сільська громада
- Першотравневська сільська громада
- Покровська міська громада
- Червоногригорівська селищна громада
- Чкаловська сільська грмоада

## Список радНікопольського району
| № | Назва                        | Центр           | Населені пункти | Площа км² | Місце за площею | Населення (2001), чол. | Місце за населенням |
| - | ---------------------------- | --------------- | --- | --------- | --------------- | ---------------------- | ------------------- |
| 1 | Криничуватська сільська рада | c. Криничувате  | c. Криничувате с. Веселе с. Голубівка с. Довгівка с. Дружба с. Змагання с. Лебединське с. Лукіївка с. Менделєєвка с. Охотниче с. Пахар с. Томаківське |           |                 |                        |                     |
| 2 | Новософіївська сільська рада | c. Новософіївка | c. Новософіївка с. Степове с. Путилівка с. Хмельницьке                                                                                                |           |                 |                        |                     |
| 3 | Покровська сільська рада     | c. Покровське   | c. Покровське с. Капулівка с. Катеринівка с. Красне с. Набережне с. Шахтар                                                                            |           |                 |                        |                     |
| 4 | Приміська сільська рада      | c. Приміське    | c. Приміське с. Олексіївка с. Старозаводське |           |                 |                        |                     |